# Tour de California
El Tour de California (oficialmente Amgen Tour of California) fue una carrera de ciclismo en ruta por etapas que se disputaba mediados de mayo en el estado de California, Estados Unidos. Se disputó desde 2006 hasta 2019, tras lo cual se canceló debido a problemas financieros.
La primera edición (febrero de 2006) perteneció al UCI America Tour de los Circuitos Continentales UCI encuadrada en la categoría 2.1. A partir de la edición del 2007 perteneció a la 2.HC (máxima categoría). En 2017 formará parte del UCI WorldTour. Fue la carrera por etapas más importante de todas las que se celebran profesionalmente en América. Anteriormente compartió esa categoría con el Tour de Georgia y el Tour de Missouri (también desaparecidos).
El estadounidense Levi Leipheimer es el ciclista que más veces ganó la prueba (3). Peter Sagan tiene el récord de etapas ganadas (15).
La carrera era patrocinada por la empresa de la industria biotecnológica Amgen y entre los años 2008 y 2013 contó con algunas carreras de exhibición femeninas, pero a partir del año 2015 cuenta con una versión femenina homónima avalada por la UCI.

## Palmarés
| Año  | Ganador            | Segundo            | Tercero                |
| ---- | ------------------ | ------------------ | ---------------------- |
| 2006 | Floyd Landis       | David Zabriskie    | Bobby Julich           |
| 2007 | Levi Leipheimer    | Jens Voigt         | Jason McCartney        |
| 2008 | Levi Leipheimer    | David Millar       | Christian Vande Velde  |
| 2009 | Levi Leipheimer    | David Zabriskie    | Michael Rogers         |
| 2010 | Michael Rogers     | David Zabriskie    | Levi Leipheimer        |
| 2011 | Chris Horner       | Levi Leipheimer    | Tom Danielson          |
| 2012 | Robert Gesink      | David Zabriskie    | Tom Danielson          |
| 2013 | Tejay van Garderen | Michael Rogers     | Janier Acevedo         |
| 2014 | Bradley Wiggins    | Rohan Dennis       | Lawson Craddock        |
| 2015 | Peter Sagan        | Julian Alaphilippe | Sergio Luis Henao      |
| 2016 | Julian Alaphilippe | Rohan Dennis       | Brent Bookwalter       |
| 2017 | George Bennett     | Rafał Majka        | Andrew Talansky        |
| 2018 | Egan Bernal        | Tejay van Garderen | Daniel Felipe Martínez |
| 2019 | Tadej Pogačar      | Sergio Higuita     | Kasper Asgreen         |

Nota: El segundo clasificado de la edición 2006 fue el ciclista David Zabriskie a quien se le retiraron los resultados obtenidos por sanción en el marco del caso de dopaje sistemático contra el ciclista Lance Armstrong. La segunda posición se declaró desierta.

## Otras clasificaciones
| Año |
| --- |

## Estadísticas

### Más victorias
| Ciclista        | Victorias | Años              |
| --------------- | --------- | ----------------- |
| Levi Leipheimer | 3         | 2007, 2008 y 2009 |

### Victorias consecutivas
- Tres victorias seguidas:
  -  Levi Leipheimer (2007, 2008, 2009)

## Palmarés por países
| País           | Victorias | Último vencedor            |
| -------------- | --------- | -------------------------- |
| Estados Unidos | 6         | Tejay van Garderen en 2013 |
| Australia      | 1         | Michael Rogers en 2010     |
| Países Bajos   | 1         | Robert Gesink en 2012      |
| Reino Unido    | 1         | Bradley Wiggins en 2014    |
| Eslovaquia     | 1         | Peter Sagan en 2015        |
| Francia        | 1         | Julian Alaphilippe en 2016 |
| Nueva Zelanda  | 1         | George Bennett en 2017     |
| Colombia       | 1         | Egan Bernal en 2018        |
| Eslovenia      | 1         | Tadej Pogačar en 2019      |